# Нанешти (Танасоаја)
Нанешти (рум. Nănești) насеље је у Румунији у округу Вранча у општини Танасоаја. Oпштина се налази на надморској висини од 133 m.

## Становништво
Према подацима из 2011. године у насељу је живело 135 становника.